# Крістіна Одрина
Крістіна Одрина-Урбова (латис. Kristīne Odriņa-Urbova; нар. 25 вересня 1977) — латвійська борчиня вільного стилю, срібна призерка чемпіонату Європи.

## Біографія
Боротьбою почала займатися з 1996 року. Виступала за спортивний клуб Вісвалдіса Фрейндфелдса, Рига. На підставі документів, поданих Латвійським антидопінговим комітетом Латвійській федерації боротьби, створена Комісія розглянула представлені документи і дискваліфікувала Крістіну Одрину-Урбову на 2 роки (з 13 вересня 2013 по 12 вересня 2015 року) за використання допінгу.

## Виступи на Чемпіонатах світу
| Змагання                        | Збірна | Вагова категорія | Місце |
| ------------------------------- | ------ | ---------------- | ----- |
| Чемпіонат світу з боротьби 1998 | Латвія | 62 кг            | 16    |
| Чемпіонат світу з боротьби 1999 | Латвія | 62 кг            | 11    |
| Чемпіонат світу з боротьби 2001 | Латвія | 62 кг            | 16    |
| Чемпіонат світу з боротьби 2002 | Латвія | 59 кг            | 15    |
| Чемпіонат світу з боротьби 2003 | Латвія | 63 кг            | 23    |
| Чемпіонат світу з боротьби 2007 | Латвія | 67 кг            | 17    |
| Чемпіонат світу з боротьби 2011 | Латвія | 72 кг            | 19    |

## Виступи на Чемпіонатах Європи
| Змагання                         | Збірна | Вагова категорія | Місце  |
| -------------------------------- | ------ | ---------------- | ------ |
| Чемпіонат Європи з боротьби 1999 | Латвія | 62 кг            | 7      |
| Чемпіонат Європи з боротьби 2000 | Латвія | 62 кг            | 5      |
| Чемпіонат Європи з боротьби 2001 | Латвія | 62 кг            | 8      |
| Чемпіонат Європи з боротьби 2002 | Латвія | 59 кг            | 7      |
| Чемпіонат Європи з боротьби 2003 | Латвія | 59 кг            | 4      |
| Чемпіонат Європи з боротьби 2004 | Латвія | 59 кг            | 9      |
| Чемпіонат Європи з боротьби 2006 | Латвія | 67 кг            | Срібло |
| Чемпіонат Європи з боротьби 2007 | Латвія | 67 кг            | 10     |
| Чемпіонат Європи з боротьби 2011 | Латвія | 72 кг            | 5      |
| Чемпіонат Європи з боротьби 2012 | Латвія | 67 кг            | 5      |
| Чемпіонат Європи з боротьби 2013 | Латвія | 67 кг            | 11     |

## Виступи на інших змаганнях
| Змагання                                             | Збірна | Вагова категорія | Місце  |
| ---------------------------------------------------- | ------ | ---------------- | ------ |
| Олімпійський кваліфікаційний турнір 2004             | Латвія | 63 кг            | 18     |
| Klippan Lady Open 2007                               | Латвія | 67 кг            | 11     |
| Відкритий чемпіонат Польщі з боротьби 2011           | Латвія | 72 кг            | 8      |
| Київський Міжнародний турнір з вільної боротьби 2012 | Латвія | 72 кг            | 8      |
| Олімпійський кваліфікаційний турнір 2012             | Латвія | 72 кг            | 13     |
| Олімпійський кваліфікаційний турнір 2012             | Латвія | 72 кг            | 13     |
| Київський Міжнародний турнір з вільної боротьби 2013 | Латвія | 67 кг            | 14     |
| Гран-прі Німеччини з боротьби 2013                   | Латвія | 67 кг            | Бронза |